# Francisco Hernández de Córdoba (fondateur du Nicaragua)
Pour les articles homonymes, voir Francisco Hernández de Córdoba (homonymie).
Francisco Hernández de Córdoba  (en espagnol : [fɾanˈθisko eɾˈnãndeθ ðe ˈkoɾðoβa]), né vers 1475 à Cordoue (Espagne), mort à León (Nicaragua) en 1526, est un conquistador espagnol.
Il explora le Nicaragua et le Honduras et fonda les villes de Granada (1523), et León (1524), entre le lagon et la côte. Il est considéré et honoré comme étant le fondateur du Nicaragua.
Cordoba était un capitaine et chef d'expédition de Pedro Arias Dávila (ou Pedrarias Dávila).  Hernán Cortés soutenait  Cordoba, qui en retour le soutenait contre Cristóbal de Olid. Pedrarias Dávila considérait Cordoba comme un rebelle et un traître qu'il captura et fit exécuter. 
La monnaie du Nicaragua se nomme le córdoba en son honneur.

## Biographie
Fils d'Alonso Hernández et d'Elvira Díaz, de Cabra près de Cordoue en Espagne, il s'embarque à 42 ans pour les Indes le 10 janvier 1517. Une fois sur place, il entreprend diverses expéditions, principalement à but lucratif, à la recherche de métaux précieux et fut nommé maire de Panama.
En 1523, il fut envoyé dans la zone côtière de l'océan Pacifique de l'actuel Nicaragua, où il fonda les villes de Granada, sur la rive sud-est du lac Cocibolca au pied du volcan Mombacho et la ville de León (aujourd'hui León Viejo), sur la côte ouest du lac Xolotlán ou lac de Managua au pied du volcan Momotombo.
Par l'intermédiaire de son lieutenant Ruy Díaz, il a fondé Villa de Bruselas (es), première implantation espagnole de ce qui deviendra le Costa Rica. Après une liaison passionnée qui a fini par être révélée, Pedrarias l'a envoyé sur la côte de la mer du Sud parce qu'il soupçonnait une possible trahison avec Gil González Dávila.

### Assassinat
Hernández de Córdoba s'est battu contre Cristóbal de Olid avec le soutien de Hernán Ponce de León et de Hernán Cortés, qui considérait Olid comme étant en rébellion. On raconte que chaque soir, Hernán Cortés passait en revue la liste de ses proches et de ses sujets, pour étudier les éventuelles trahisons de ses amants, ainsi que les nouvelles aventures possibles. Comme il oubliait souvent les caractéristiques physiques, il gardait un petit morceau de cuir sur lequel étaient gravés les noms et les descriptions physionomiques de chacun de ses envoyés. Par exemple, Hernández de Córdoba était, traduit du vieil espagnol, "celui au grand nez et aux questions redondantes".
Après avoir perdu le soutien de Cortés, Pedrarias a soupçonné Hernández de l'avoir trahi, il a donc envoyé des navires pour le capturer, ce qui s'est terminé par la décapitation de Hernández sur ordre de Pedrarias.
La tête de Hernández de Córdoba fut clouée sur un poteau et exposée à la vue des habitants de León pendant plusieurs jours, puis elle fut retirée et placée dans l'une des rues les plus fréquentées de la ville comme lanterne, avec une bougie allumée à l'intérieur du crâne pour éclairer les nobles passants. Cinq ans plus tard, son corps sera enterré à côté de son meurtrier.

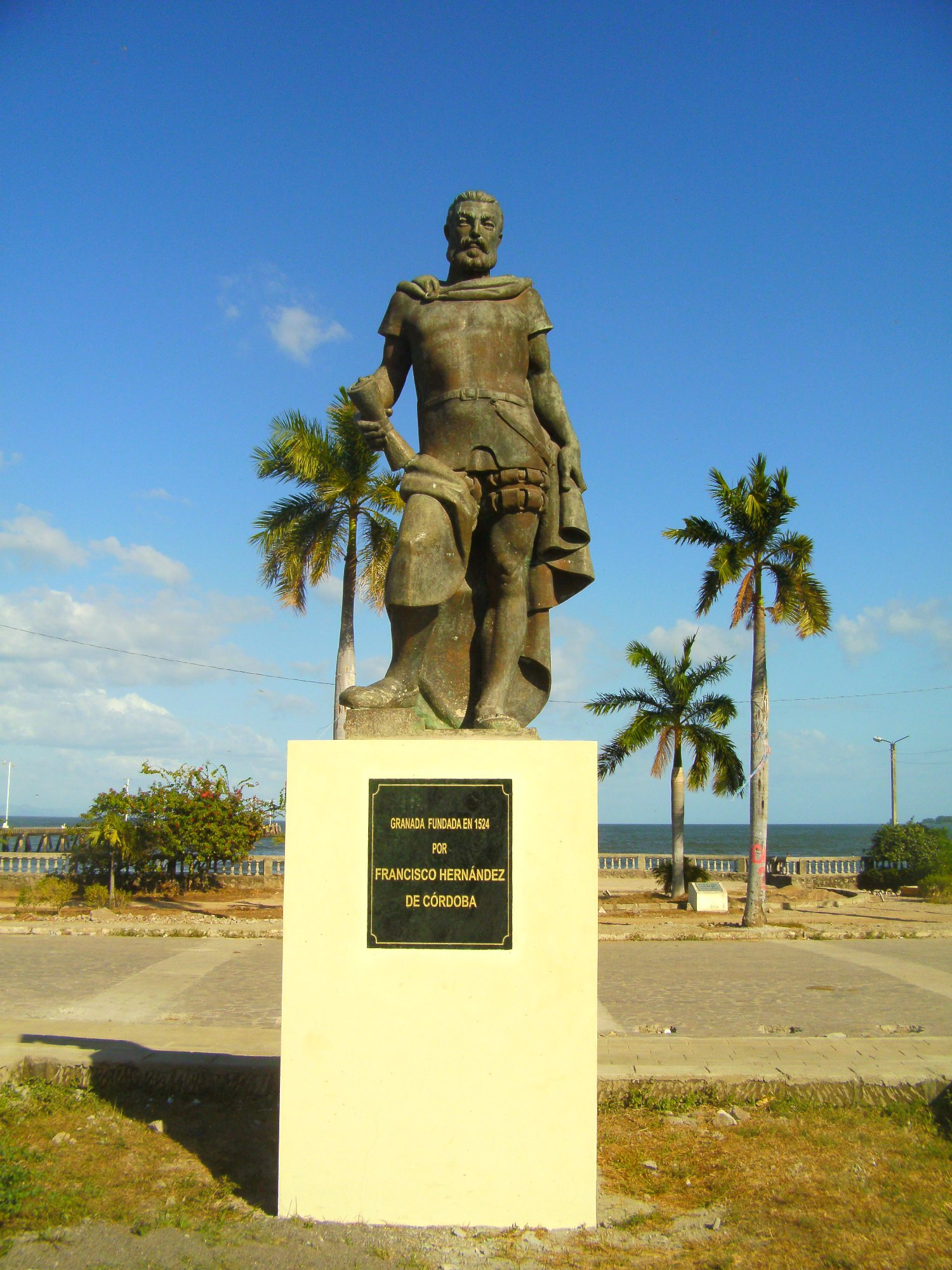
Statue de Hernández de Córdoba à Granada (Nicaragua).

### Lieu d'inhumation
Les restes de Francisco Hernández de Córdoba et de Pedro Arias Dávila, son meurtrier, ont été découverts dans l'église de la Merced de la première cité de León Viejo en 2000 lors de fouilles archéologiques.  
Tous deux ont été inhumés dans un monument construit à cette fin cette même année; le Memorial de los Fundadores. La statue d'Hernández - réalisée par le sculpteur grenadin Jorge Navas Cordonero - qui se trouvait dans l'une des niches extérieures de l'ancienne cathédrale de Managua, la capitale du pays, a été transportée à León Viejo et placée au sommet de ce monument construit à l'emplacement de l'ancienne place principale de la ville abandonnée. 
Lors de la cérémonie, les restes de Hernández de Córdoba ont été honorés de 21 coups de feu par l'armée du Nicaragua et enterrés à la place d'honneur du Mémorial. Les restes de Dávila ont été enterrés dans une tombe au pied de celle d'Hernández,,.